# Pena de morte no Turquemenistão
A pena capital no Turquemenistão foi originalmente permitida pelo Artigo 20 da Constituição de 1992, onde foi descrita como "uma pena excepcional para o mais grave dos crimes". Em dezembro de 1999, um decreto presidencial aboliu a pena de morte "para sempre".  
O artigo 20 da Constituição do país de 2003 dizia: "A pena de morte no Turquemenistão é completamente abolida e proibida para sempre pelo primeiro presidente do Turcomenistão Saparmurat Türkmenbaşy ".
O Turquemenistão é membro do Segundo Protocolo Opcional ao Pacto Internacional sobre Direitos Civis e Políticos, com o objetivo de abolir a pena de morte no mundo. A pena de morte foi substituída por prisão perpétua.